# Brian Gregan
Brian Gregan (ur. 31 grudnia 1989) – irlandzki lekkoatleta specjalizujący się w biegach sprinterskich. 
Nie odnosił sukcesów startując w mistrzostwach świata juniorów (2008) oraz młodzieżowych mistrzostwach Europy (2009). Bez powodzenia brał udział w 2010 w halowych mistrzostwach świata i mistrzostwach Europy. W 2011 zdobył srebro mistrzostw Europy młodzieżowców w biegu na 400 metrów. Rok później był szósty w seniorskich mistrzostwach Europy na tym dystansie. Medalista mistrzostw Irlandii oraz reprezentant kraju w drużynowych mistrzostwach Europy. W 2016 wystartował na mistrzostwach Europy w Amsterdamie, jednakże występ w nich zakończył na półfinale, tak samo, jak rok później podczas halowych mistrzostw Europy w Belgradzie.
Rekordy życiowe w biegu na 400 metrów: stadion – 45,26 (12 lipca 2017, Dublin); hala – 46,07 (27 stycznia 2013, Athlone).